# République d'Asti
28 juillet – 30 juillet 1797
(2 jours)
Entités précédentes :
- Duché de Savoie

Entités suivantes :
- Duché de Savoie

La république d'Asti fut une république éphémère, résultant d'événements politiques qui ont mené à la proclamation d'un gouvernement républicain d'inspiration jacobine dans la ville d'Asti.
La république d'Asti s'inscrit dans un contexte de tensions liées à la Révolution française, à l'arrivée des armées de Napoléon Bonaparte en Italie et à l'armistice de Cherasco signé le 28 avril 1796.
En effet, dans la nuit du 27 au 28 juillet, un groupe de citoyens, dirigé par les avocats Secondo Arò, Gioachino Testa, Felice Berruti et le docteur Secondo Berruti, opposés à la monarchie de la maison de Savoie, proclame la république d'Asti. Cette révolte est finalement réprimée le 30 juillet par les armées sardes qui entrent dans la ville et y réinstaurent l'autorité royale.
Malgré son existence éphémère, elle est considérée par certains historiens comme une des premières étapes dans le développement du nationalisme italien et dans le Risorgimento.

## Histoire

### Contexte politique
En 1797, la monarchie piémontaise sort d'une guerre contre la France révolutionnaire, qui dura de 1792 à 1796. Le pays signe un armistice avec la France à la suite de la victoire de Napoléon sur les Piémontais à Millesimo.
L'armistice de Cherasco, confirmé plus tard par la paix de Paris du 15 mai, conduit le roi Victor-Amédée III dans une position de «grande dépendance» vis-à-vis du gouvernement français.

Bonaparte impose alors au royaume de Sardaigne l'annexion par la France de la Savoie, de la région de Nice ainsi que des communes de Breil-sur-Roya et Tende.
Celui-ci se voit aussi octroyer le libre passage des troupes françaises à travers le Piémont, l'interdiction d'accoster dans les ports du royaume pour les navires ennemis de la République française ainsi que de l'expulsion des émigrés monarchistes présents sur le territoire sarde.

En échange, le royaume de Sardaigne obtient la rétrocession de la ville d'Alba qui était devenue une république-sœur en début d'année 1796.
Sur le plan financier, la situation du royaume est particulièrement difficile : les dépenses de guerre atteignirent trois cents millions en 1796 et le roi tenta de recourir à tous les moyens, y compris la réquisition des propriétés ecclésiastiques, pour faire face au coup de la guerre contre la France.
De plus, le pays connaît plusieurs insurrections liées à la persistance de droits de douane et impôts issus de l'époque féodale, ainsi qu'à la flambée des prix du blé et de la fécule de maïs liée aux mauvaises récoltes des dernières années.
Ces émeutes, souvent amplifiées par des groupes de bandits, sont particulièrement fortes dans le Piémont et dans les régions limitrophes de la ville d'Asti.
Enfin, la monarchie sarde est fragilisée par la montée de clubs jacobins réclamant la constitution d'une République, mais aussi par la mort du roi Victor-Amédée III en fin d'année, alors que son fils Charles-Emmanuel IV est considéré par une partie de la population comme beaucoup trop faible pour diriger.

### Naissance de la République
La ville d'Asti est touchée par des tensions dès le début du mois de juin 1797 lors des préparations de la Fête-Dieu locale où s'oppose, la Compagnie de Saint Second, une compagnie d'artisans locaux chargés de l'organisation de fêtes et de l'entretien de la collégiale Saint-Second d'Asti particulièrement influente, aux marchands et notables traditionnels. Ces troubles amènent finalement à l'annulation de la fête le 2 juillet 1797 provoquant une montée de la tension au sein de la ville.
L’élément déclencheur de la révolte demeure néanmoins une révolte de paysans se rendant sur la place San Secondo le 22 juillet pour protester contre une baisse forcée du prix du blé par la préfecture qui craint des émeutes populaires déjà présentes dans la région. Face à cette potentielle émeute, le préfet décide de rehausser le prix du blé, entraînant une protestation populaire qui dégénère rapidement tandis que des émeutiers tentent d'occuper des bâtiments importants de la ville comme la Tour Troyana (it) et le clocher de San Secondo. L’émeute prend une tout autre dimension lorsque cinquante grenadiers envoyés pour calmer la révolte tirent et tuent plusieurs émeutiers, la foule prend alors la forme d'une révolte et occupe la mairie de la ville et parvient à forcer les troupes à se retirer et abandonner toute représailles.
En fin de journée, le syndic d'Asti décide de tenir une session extraordinaire du conseil de la ville élargie à 40 représentants pour s'assurer de la coopération des insurgés.
Le 23 juillet une troupe de cavaliers populaires est créée pour assurer la protection de la ville tandis que, le 24 juillet, les représentants désignent un nouveau conseil, principalement composé d'artisans, d'avocats et des juristes, à l'image du radical Secondo Arò ou du modéré Gabuti di Bestagno.
Le 25 juillet le conseil prend officiellement le nom de "Gouvernement provisoire".
Le 27 juillet le gouvernement provisoire connaît de fortes divisions internes entre l'aile radicale menée par plusieurs jacobins locaux désirant instituer une république à partir du gouvernement, et l'aile modérée majoritaire qui désire que le gouvernement provisoire s'occupe des prérogatives les plus urgentes le temps d'organiser des élections où sera notamment discutée la nature du régime. Face à cette confrontation, l'aile radicale du gouvernement décide alors de prendre le pouvoir et proclame le 28 juillet 1797 « la république d'Asti » avec pour symbole la cocarde rouge et blanche et la devise Libertà, uguaglianza o morte [La Liberté, l’Égalité ou la Mort]. Les couleurs blanches et rouges empruntées au Rione San Secondo, un quartier du centre de la ville, signifiaient une nette distinction entre la république d'Asti et le gouvernement jacobin français, confirmant la volonté des habitants d'Asti de former une république indépendanteUtopia e coraggio di una minoranza: gli avvocati giacobini, tandis que Secondo Arò est nommé président de la République.

### Épilogue
Le nouveau gouvernement républicain décide alors d'envoyer des lettres aux villes limitrophes d'Alessandria, Tortona, Casale et Acqui dans le but de les inciter à la révolte, mais aussi aux villes de Moncalvo, Tonco, Calliano, San Damiano, Canelli, Tiglioletout et Canale d'Alba déjà en état d'insurrection. De plus, celui-ci en demande de l'aide aux troupes françaises alors présentes au Piémont.
Néanmoins, cet appel est un échec, les villes piémontaises refusent toutes de se joindre à la cause de la République, qui est notamment vue comme trop proche du gouvernement français perçu comme un envahisseur depuis la guerre de la Première Coalition. De plus, les troupes françaises décident de ne pas intervenir, Napoléon Bonaparte désirant conserver la neutralité du royaume de Sardaigne et ne souhaitant pas être perçu comme le soutien d'un gouvernement proche du jacobinisme auquel s'oppose particulièrement le Directoire mis en place à Paris depuis 1795.
Un mouvement contre-révolutionnaire se forme alors rapidement parmi les paysans des alentours avec le soutien de l’Église et de la noblesse locale. Une partie des républicains décident alors de s'enfuir, tandis que les armées contre-révolutionnaire prennent le contrôle de la ville le 30 juillet et arrêtent la plupart des républicains restants et astigianis soupçonnés de « jacobinisme ». Les membres de l'aile radicale du gouvernement provisoire seront pour la plupart exécutés durant le mois d'août 1797, à l'image de Secondo Arò, fusillé le 2 août.